# Brogan Finlay
Brogan Finlay (Atlanta, Georgia; 1 de septiembre de 2002) es un luchador profesional Irlandés-estadounidense. Actualmente trabaja para la empresa WWE, entrenando en el Performance Center.

## Carrera

### Circuito Independiente (2021-2023)
Finlay debutó en 2021, luchando en el circuito Independiente. El 26 de septiembre de 2021 hizo su debut en NJPW Strong, donde formó equipo con su hermano David Finlay. El 20 de agosto de 2022, hizo su debut en Game Changer Wrestling en Hope To Die.

### WWE (2023-presente)
En diciembre de 2023, se informó que Finlay había firmado con la WWE.
Tuvo su primer combate no televisado en el NXT Live del 16 de febrero del 2024, perdiendo ante Charlie Dempsey. En el episodio especial de NXT llamado NXT Roadblock, Finlay hizo su debut televisado bajo el nombre de "Uriah Connors" perdiendo ante Shawn Spears en un 1 minuto. 2 semanas después en el episodio de NXT Level Up emitido el 22 de marzo, tuvo su primera en dicho programa perdiendo ante Eddy Thorpe. En el episodio de NXT Level Up emitido el 31 de mayo, derrotó a Cutler James. Un mes después, en el episodio de NXT Level Up emitido el 12 de julio, junto a Dion Lennox fueron derrotados por Hank Walker & Tank Ledger, ya que durante el combate tuvieron diferencias, a la semana siguiente en el episodio de NXT Level Up emitido el 19 de julio, fue confrontado por Dion Lennox pero fueron separados por Hank Walker & Tank Ledger.

## Campeonatos y logros
- TWE Chattanooga
  - TWE Tag Team Championship (1 vez) - con Pete Youngblood.[17]